# Lanškroun
Lanškroun (in tedesco Landskron) è una città della Repubblica Ceca facente parte del distretto di Ústí nad Orlicí, nella regione di Pardubice.

## Amministrazione

### Gemellaggi
- Castiglione in Teverina